# Торобаев, Бакыт Эргешевич
Бакыт Эргешевич Торобаев (кирг. Бакыт Эргешевич Төрөбаев, род. 5 апреля 1973, Джалал-Абад, Ошская область) — киргизский государственный и политический деятель, лидер партии «Онугуу-Прогресс» с 2013 года.
После работы на различных руководящих должностях на парламентских выборах 2007 года Торобаев был избран депутатом Жогорку Кенеша, присоединившись к партии Курманбека Бакиева «Ак жол». После киргизской революции 2010 года, в ходе которой был свергнут Бакиев, он вступил в партию «Республика Кыргызстан», но в результате многих конфликтов с её лидером партии Омурбеком Бабановым позже присоединился к «Онугуу-Прогресс».
Торобаев также был кандидатом на президентских выборах 2017 года, пока не снял свою кандидатуру за 9 дней до начала выборов.

## Ранняя жизнь, образование и управленческая карьера

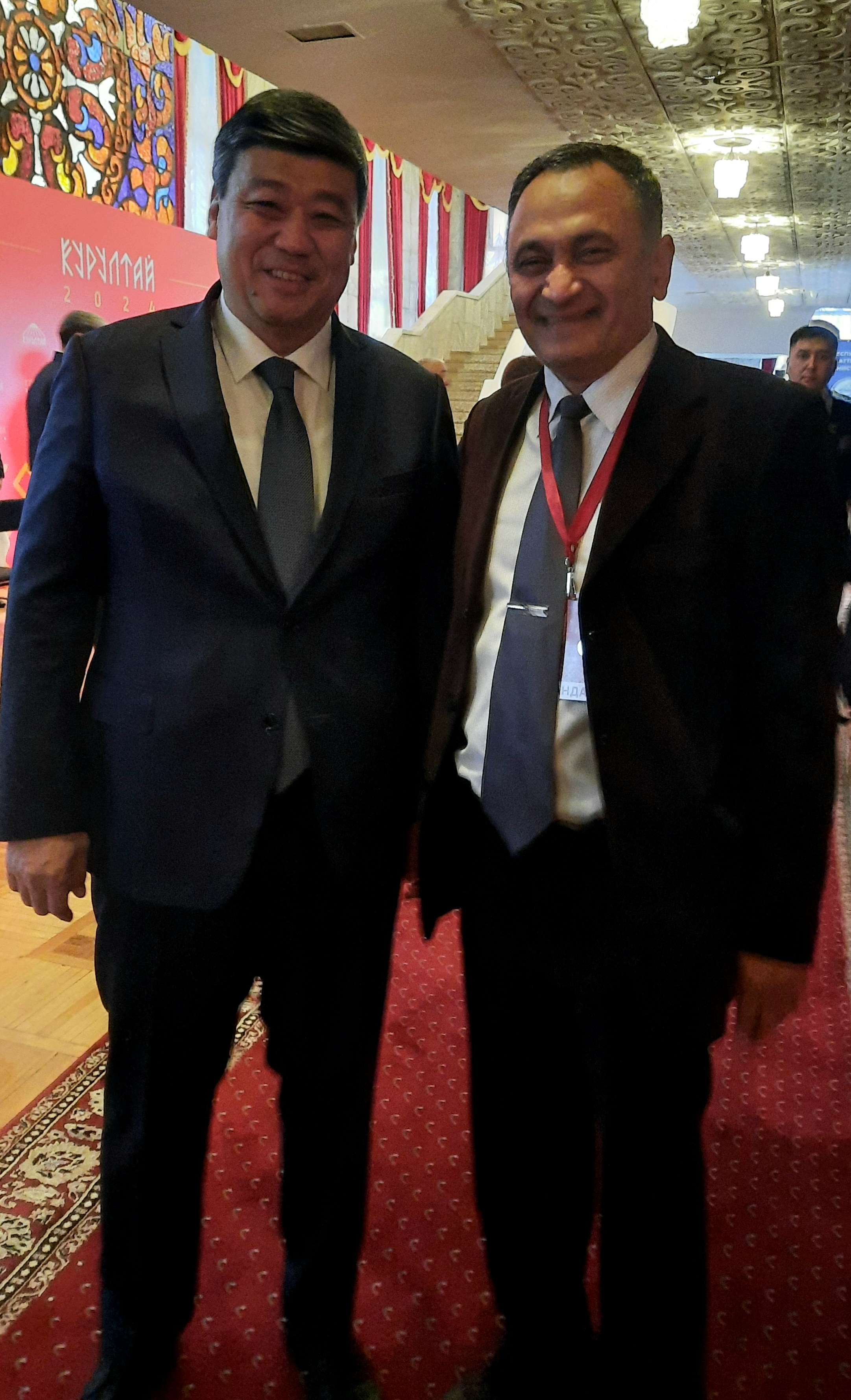
Заместитель председателя Кабинета Министров Кыргызстана Бакыт Торобаев с депутатом Ошского гор.Кенеша Дилмурадом Рахмановым

Бакыт Торобаев родился 5 апреля 1973 года в Джалал-Абаде. В 1995 году начал работать директором казахстанской производственно-коммерческой компании, специализирующейся на продаже нефтепродуктов и строительстве автозаправочных станций. С 1998 по 1999 год работал председателем совхоза «Азия-Сузак».
В 1999 году окончил экономический факультет Киргизского государственного национального университета по специальности «Финансы и кредит». С 2000 по 2009 год работал генеральным директором мукомольного комбината «Мариам».

## Политическая карьера
Торобаев вошёл в Жогорку Кенеш после парламентских выборов 2007 года как член партии Курманбека Бакиева «Ак жол». С 15 декабря 2009 года по 2010 год он был министром по чрезвычайным ситуациям, включая период киргизской революции 2010 года. После свержения Бакиева Торобаев вступил в партию «Республика», возглавляемую Омурбеком Бабановым. Однако Торобаев и Бабанов часто конфликтовали в партии, что привело к тому, что Торобаев покинул «Республику» и основал партию «Онугуу-Прогресс».
В 2016 году Торобаев баллотировался в качестве кандидата в Торагу Жогорку Кенеша вместе с Канатбеком Исаевым от партии «Кыргызстан». Каждый из них набрал 51 голос, хотя нужно было набрать каждому 61 голос, чтобы стать спикерами.

### Онугуу-Прогресс
Первоначально политическое движение «Онугуу-Прогресс» провело свой первый съезд 1 февраля 2012 года, а через 16 дней оно было официально зарегистрировано как политическая партия. На втором съезде партии 23 апреля 2015 года Торобаев был избран её лидером. На парламентских выборах 2015 года «Онугуу-Прогресс» первой выставила кандидатов, получив 13 из 120 мест в Жогорку Кенеше и заняв четвёртое место.
Как лидер партии, Торобаев поддерживает укрепление парламентской демократии в Киргизии и передачу большего количества полномочий от должности президента к канцелярии премьер-министра. У него и у его партии центристские и неоконсервативные взгляды; Торобаев поддерживает право собственности, рыночную экономику и политическую конкуренцию.

### Президентская кампания
10 февраля 2017 года Бакыт Торобаев подтвердил, что будет участвовать в президентских выборах 2017 года; 27 июня делегаты его собственной партии единогласно подтвердили, что он баллотируется от «Онугуу-Прогресс».
После своего подтверждения он дважды пытался заключить сделки с другими партиями и политиками. Первая сделка произошла в августе 2017 года, когда Торобаев объявил, что «Онугуу-Прогресс» объединится с двумя другими партиями «Мекеним Кыргызстан» и «Республика-Ата Журт» в попытке получить больше голосов избирателей и предоставить всем трём партийным лидерам правительственный пост если бы их кандидат был избран президентом. 4 сентября 2017 года он объявил, что через неделю состоится конференция для официального объявления кандидата в президенты от новой партии, названной «Кайра жаралуу», однако слияние не удалось, поскольку председатель партии «Республика-Ата Журт» Камчыбек Ташиев решил поддержать на выборах Социал-демократическую партию Кыргызстана. Шесть дней спустя Торобаев поддержал Омурбека Бабанова, согласившись, что Бабанов должен выиграть и стать премьер — министром страны. В конце концов 6 октября 2017 года Бакыт Торобаев снялся с президентской гонки.
Кампания Торобаева была основана на создании «диктатуры закона», в которой он будет способствовать созданию рабочих мест, особенно для молодёжи, и обеспечению того, чтобы граждане чувствовали себя «юридически и социально» защищёнными, пытаться апеллировать к горожанам, предпринимательскому классу, а также растущему традиционалистскому электорату. Он не воспользовался своим 15-минутным эфиром на КТРК после того, как телеканал обвинил его сторонников в подкупе избирателей.

### После выборов
Из-за того, что Бабанов не смог добиться президентства, трое депутатов от его партии попытались бросить вызов лидерству Бакыта Торобаева; впоследствии внутреннее голосование исключило их из партии, а газета «Вечерний Бишкек» прокомментировала, как Торобаев может «потерять контроль […] над фракцией Онугуу-Прогресс».

## Личная жизнь
Женат, имеет пятерых детей. У него есть четыре брата и одна сестра. Среди них — Аскарали, который работал заместителем председателя Государственной службы по борьбе с экономическими преступлениями, и Батыр, который возглавляет объединение мукомолов Союза предпринимателей республики.

## Награды
- Медаль «МПА СНГ. 25 лет» (27 марта 2017 года, Межпарламентская ассамблея СНГ) — за заслуги в деле развития и укрепления парламентаризма, за вклад в развитие и совершенствование правовых основ функционирования Содружества Независимых Государств, укрепление международных связей и межпарламентского сотрудничества[24].